# مورغان لويس
مورغان لويس (بالإنجليزية: Morgan Lewis)‏ هو عازف جاز أمريكي، ولد في 26 ديسمبر 1906، وتوفي في 8 ديسمبر 1968.

## وصلات خارجية
- مورغان لويس على موقع IMDb (الإنجليزية)
- مورغان لويس على موقع ميوزك برينز (الإنجليزية)
- مورغان لويس على موقع قاعدة بيانات برودواي على الإنترنت (الإنجليزية)
- مورغان لويس على موقع أول ميوزيك (الإنجليزية)
- مورغان لويس على موقع ديسكوغز (الإنجليزية)